# DailyNord
 (mars 2016).
Si vous disposez d'ouvrages ou d'articles de référence ou si vous connaissez des sites web de qualité traitant du thème abordé ici, merci de compléter l'article en donnant les références utiles à sa vérifiabilité et en les liant à la section « Notes et références ».
 (juin 2017).
DailyNord est un site d'information de Nord-Pas-de-Calais de type pure player, créé en février 2009 par Nicolas Montard et Christophe Demay, deux anciens journalistes de La Voix du Nord.
Le site est initialement intégralement gratuit, avec un modèle de revenu fondé sur les revenus publicitaires et des dons,. À partir du 29 février 2016, une partie du site devient payante.

## Structure
DailyNord occupe une équipe de sept journalistes bénévoles, dont les revenus se font essentiellement sur leur travail de pigiste, hors du pure player,.
D'abord entièrement gratuit, DailyNord décide le 21 octobre 2015 de lancer une campagne de financement participatif sur la plateforme Ulule pour aider à financer les enquêtes et les reportages du site et à la mise en place d'un modèle freemium avec une partie gratuite et une partie payante. Par le biais de ce financement, le site veut conserver son indépendance « des pouvoirs politiques et financiers ». Il obtient finalement 16 137 € sur les 16 000 € demandés.
Avec la fusion des régions Nord-Pas-de-Calais et Picardie, le 1er janvier 2016, le pure player veut couvrir l'actualité de la nouvelle région Hauts-de-France et de la Belgique.
Le site propose aussi une partie de ces articles en anglais et néerlandais.

## Ligne éditoriale
DailyNord se veut complémentaire d'autres médias régionaux, comme La Voix du Nord, Nord Éclair et France 3 Nord-Pas-de-Calais, avec un traitement différent de l'information. Le site affiche une ligne éditoriale plutôt centrée sur des sujets de politique et de société, « avec des articles de réflexion et d’analyse, des reportages, tout en ayant un côté décalé et irrévérencieux ».

## Enquête et révélation
En 2012, la révélation du cumul des rémunérations illégales du patron Bernard Pacory avait donné lieu à la suspension de celui-ci de la CCI et à son départ,.
DailyNord révèle en novembre 2013 la nomination de la fille du président du conseil régional Nord-Pas-de-Calais, Daniel Percheron au poste de directrice générale adjointe de la mission « Attractivité et Solidarités » du conseil régional, relançant les soupçons de népotisme parmi les observateurs de la vie politique régionale, après celle de sa possible nomination au poste d'administratrice adjointe au Louvre-Lens en 2012. Cette dernière obtient finalement sa nomination au Louvre-Lens en mars 2015 avec toujours des accusations de népotisme,.

## Audience
L'audience du site est de 45 000 à 50 000 lecteurs par mois,.

## Financement
Le pure player bénéficie des aides à la presse, avec son inscription sur les registres de la commission paritaire des publications et agences de presse. Le site est financé par les dons et les abonnements aux articles payants.